# Cyanopepla ribbei
Cyanopepla ribbei är en fjärilsart som beskrevs av Druce 1885. Cyanopepla ribbei ingår i släktet Cyanopepla och familjen björnspinnare. Inga underarter finns listade i Catalogue of Life.